# Zerfallskanal
Als Zerfallskanal oder Zerfallsmodus bezeichnet man in der Physik eine Möglichkeit eines instabilen Teilchens oder Systems – zum Beispiel eines Elementarteilchens, eines radioaktiven Atomkerns oder eines Compoundkerns – in bestimmte andere Teilchen zu zerfallen, d. h., sich spontan umzuwandeln. Als Teilchen zählen dabei z. B. auch Photonen; ein Zerfall muss nicht mit einer Abgabe von Masse verbunden sein. Ein Zerfall erfolgt aber nur, wenn die Summe der Massen der Zerfallsprodukte kleiner als die anfängliche Masse ist. Hierin drückt sich die Energieerhaltung aus. Der Verlust an Gesamtmasse tritt nach der Masse-Energie-Äquivalenz als kinetische Energie der Zerfallsprodukte auf.
Beispielsweise hat der Atomkern von Kalium-40 (in seinem Grundzustand) drei Zerfallskanäle: Er kann sich umwandeln
- in einen Calcium-40-Kern, ein Elektron und ein Elektron-Antineutrino (Beta-Minus-Zerfall)
- oder in einen Argon-40-Kern, ein Positron und ein Elektron-Neutrino (Beta-Plus-Zerfall)
- oder, nach Einfangen eines Elektrons aus seiner Atomhülle, ohne Emission eines Positrons in einen Argon-40-Kern und ein Elektron-Neutrino (Elektroneneinfang).

Das erste entdeckte System mit mehr als einem Zerfallskanal war ein Radionuklid, das sowohl Alpha- als auch Betastrahlung abgibt (siehe weiter unten Geschichtliches). Viele andere Radionuklide weisen z. B. die beiden Zerfallskanäle Alphazerfall und Spontanspaltung auf. Allgemein wird so ein Fall eines Atomkerns mit zwei Zerfallskanälen manchmal als dualer Kernzerfall bezeichnet.

## Zerfallskonstante und Verzweigungsverhältnis
Jeder Zerfallskanal ist gekennzeichnet durch eine bestimmte Zerfallskonstante {\displaystyle \lambda } (griech. Buchstabe Lambda), das ist die Wahrscheinlichkeit pro Zeitspanne für den Zerfall in diesen Kanal. Ihre Dimension ist der Kehrwert der Zeit, die übliche Maßeinheit 1/s.
Gibt es mehrere Zerfallskanäle, so addieren sich deren einzelne (partielle) Zerfallskonstanten zu einer totalen Zerfallskonstante {\displaystyle \lambda _{\mathrm {tot} }}. Diese ist die Wahrscheinlichkeit pro Zeitspanne dafür, dass das System in irgendeinen der Kanäle zerfällt:
{\displaystyle \lambda _{1}+\lambda _{2}+\lambda _{3}+\dotsb =\lambda _{\mathrm {tot} }.}
Der Wert von {\displaystyle \lambda } – bei Bestehen mehrerer Kanäle stets {\displaystyle \lambda _{\mathrm {tot} }} – bestimmt im Zerfallsgesetz, wie schnell oder langsam die Substanzmenge (und damit auch ihre Aktivität) abnimmt.
Die Größe
{\displaystyle B_{i}={\frac {\lambda _{i}}{\lambda _{\mathrm {tot} }}}}
heißt Verzweigungsverhältnis (engl.branching fraction oder branching ratio) des Kanals {\displaystyle i.} Sie wird z. B. in Prozent angegeben und beschreibt, welcher Anteil aller Zerfallsereignisse in diesen Kanal führt.

## Lebensdauer, Halbwertszeit, Zerfallsbreite
Der Kehrwert der totalen Zerfallskonstante ist die mittlere Lebensdauer {\displaystyle \tau } (griech. Buchstabe tau):
{\displaystyle \tau ={\frac {1}{\lambda _{\mathrm {tot} }}}}
Nach der Zeit {\displaystyle \tau } ist nur noch der Anteil {\displaystyle 1/\mathrm {e} \approx 1/2{,}72\approx 0{,}368=36{,}8\,\%} der anfänglichen Substanzmenge vorhanden.
Die Halbwertszeit {\displaystyle T_{1/2}} ist kürzer und beträgt gut 69 Prozent der Lebensdauer {\displaystyle \tau }:
{\displaystyle T_{1/2}=\tau \cdot \ln 2\approx \tau \cdot 0{,}693=69{,}3\,\%\cdot \tau }
Extrem kurze Lebensdauern im Subpicosekundenbereich werden insbesondere in der Teilchenphysik oft durch Messung der Masseunschärfe (Ruheenergieunschärfe) als Zerfallsbreite gemessen und angegeben.

## Partielle Halbwertszeit
Formal lässt sich auch zu jeder partiellen Zerfallskonstante eine entsprechende „partielle Lebensdauer“ und „partielle Halbwertszeit“ berechnen. Dies wäre die Zeit, in der die Substanzmenge auf {\displaystyle 1/\mathrm {e} } bzw. {\displaystyle 1/2} abnähme, wenn der betreffende Zerfallskanal allein existierte. Da in Wirklichkeit die anderen Zerfallskanäle nicht „abgeschaltet“ werden können, sind diese partiellen Zeitdauern fiktive, nicht beobachtbare Größen. Trotzdem wird die partielle Halbwertszeit wegen ihrer Anschaulichkeit in manchen Lehrbüchern und bei extrem seltenen Zerfallsvorgängen (siehe z. B. doppelter Betazerfall) betrachtet. Sie kann aus der gemessenen Halbwertszeit – die dann „effektive“ oder „totale“ Halbwertszeit genannt wird – zusammen mit dem zugehörigen gemessenen Verzweigungsverhältnis berechnet werden.

## Zerfallskanäle innerhalb einer Zerfallsart
Bei radioaktiven Umwandlungen müssen manchmal auch noch innerhalb der gleichen Zerfallsart des gleichen Nuklids verschiedene Fälle unterschieden werden, wie beispielsweise
- Alphazerfälle zu verschiedenen Energieniveaus des Tochterkerns,
- Spontanspaltung mit Erzeugung eines bestimmten Spaltprodukts oder Spaltfragmentpaars
- oder mehrstufige Gammazerfälle (sog. Kaskaden), die über verschiedene Zwischenniveaus verlaufen und daher Gamma-Spektrallinien verschiedener Energien ergeben.

Sie werden im Allgemeinen nicht als Zerfallskanäle bezeichnet, unterliegen aber den gleichen Regeln. Bei Gammalinien wird die dem Verzweigungsverhältnis entsprechende Größe, die Zahl der Photonen dieser Energie pro Zerfall, oft „Intensität“ genannt und mit {\displaystyle I} oder {\displaystyle I_{\gamma }} bezeichnet.

## Datensammlungen
Für Elementarteilchen bekommt man eine Übersicht der verschiedenen Zerfallskanäle und Zerfallswahrscheinlichkeiten in dem von der Particle Data Group herausgegebenen Review of Particle Physics oder in dessen Kurzfassung, dem Particle Physics Booklet.
Für Radionuklide sind Halbwertszeiten und Zerfallskanäle z. B. in der Karlsruher Nuklidkarte angegeben. Verzweigungsverhältnisse und weitere Daten finden sich in dem umfangreichen Buch Table of Isotopes.

## Geschichte

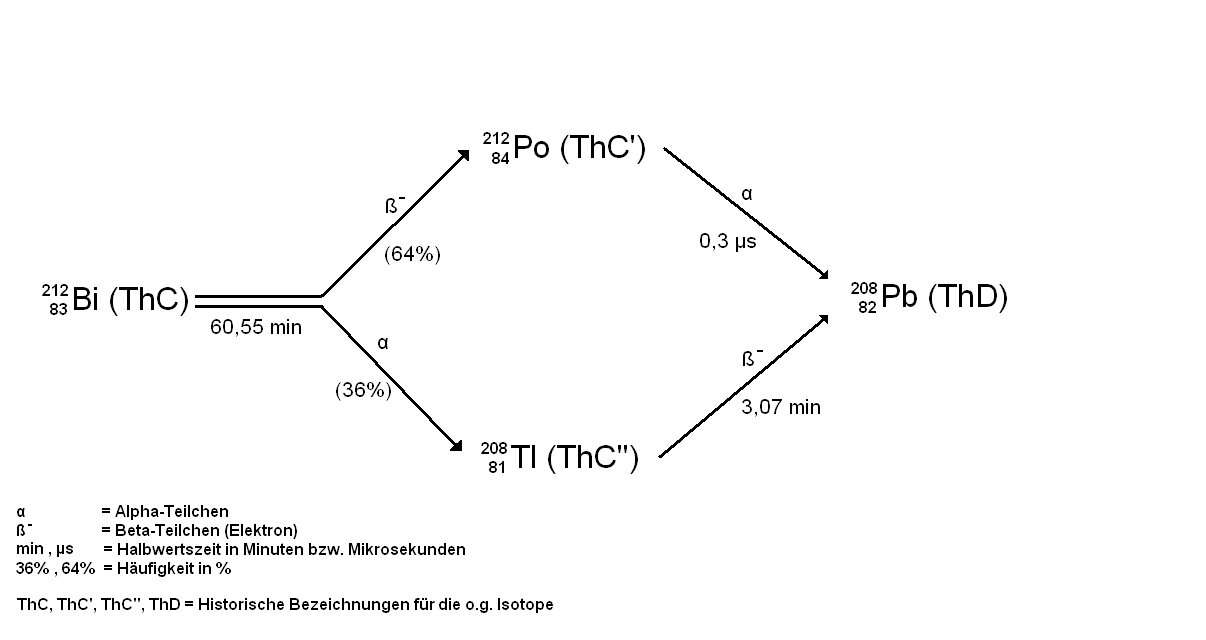
Alpha- und Beta-Zerfallskanäle (dualer Kernzerfall) von Bi-212

Zwei verschiedene Zerfallskanäle desselben Radionuklids wurden erstmals 1906 von Otto Hahn während seines Aufenthalts im Laboratorium von Lord Rutherford in Montreal (Kanada) an dem Bismut-Isotop Bi-212 entdeckt (das Nuklid wurde damals noch zunächst als Thorium B, kurz darauf als Thorium C bezeichnet). Die nebenstehende Abbildung zeigt das Zerfallsschema von Bi-212.